# 체사피크 레오퍼드 사건
체사피크 레오퍼드 사건(Chesapeake–Leopard Affair)은 1807년 6월 22일 버지니아주 노퍽 해안에서 영국 전함 레오퍼드 호와 미국 프리깃함 체사피크 호 사이에 발발한 해군 교전이다. 영국 해군 소속의 레오퍼드 호의 승무원이 탈영병을 찾기 위해 미국 프리깃함을 추적, 습격하여 승선한 사건이다. 체사피크 호는 레오퍼드 호로부터 일제 사격을 받은 일시간의 짧은 전투 후에 준비도 하지 못하고 나포되었다. 그 배의 사령관 제임스 배런은 단 한번의 짧은 교전으로 영국 해군에게 항복을 했다. 4명의 승무원이 미합중국 국적의 배로부터 끌려가서 탈영 혐의로 재판을 받았으며, 그들 중 한명은 결국 교수형에 처해졌다. 체사피크 호는 귀향 허락을 받았으며, 귀국을 하자 제임스 배런은 군법 회의에 회부되어 정직 처분을 받았다.
체사피크 레오퍼드 사건은 미국인들을 시끄럽게 했으며, 대영제국과의 전쟁을 주장하는 목소리가 높아졌지만, 이러한 소동은 빠르게 가라앉았다. 토머스 제퍼슨 대통령은 처음에는 그 문제를 해결하기 위해 영국 정부를 위협함으로써 널리 퍼져 있는 호전성을 이용하려 했다. 미합중국 의회는 영국 특사가 체사피크 사건에 대해 아무런 유감 표명을 하지 않고, 징용에 대한 입장을 재확인하는 성명서를 전달하자 등을 돌렸다. 대영제국을 몰아붙이지 못한 제퍼슨의 정치적 실패는 그를 경제적 교전 상태(1807년 통상금지법)로 이끌게 되었다.

## 배경

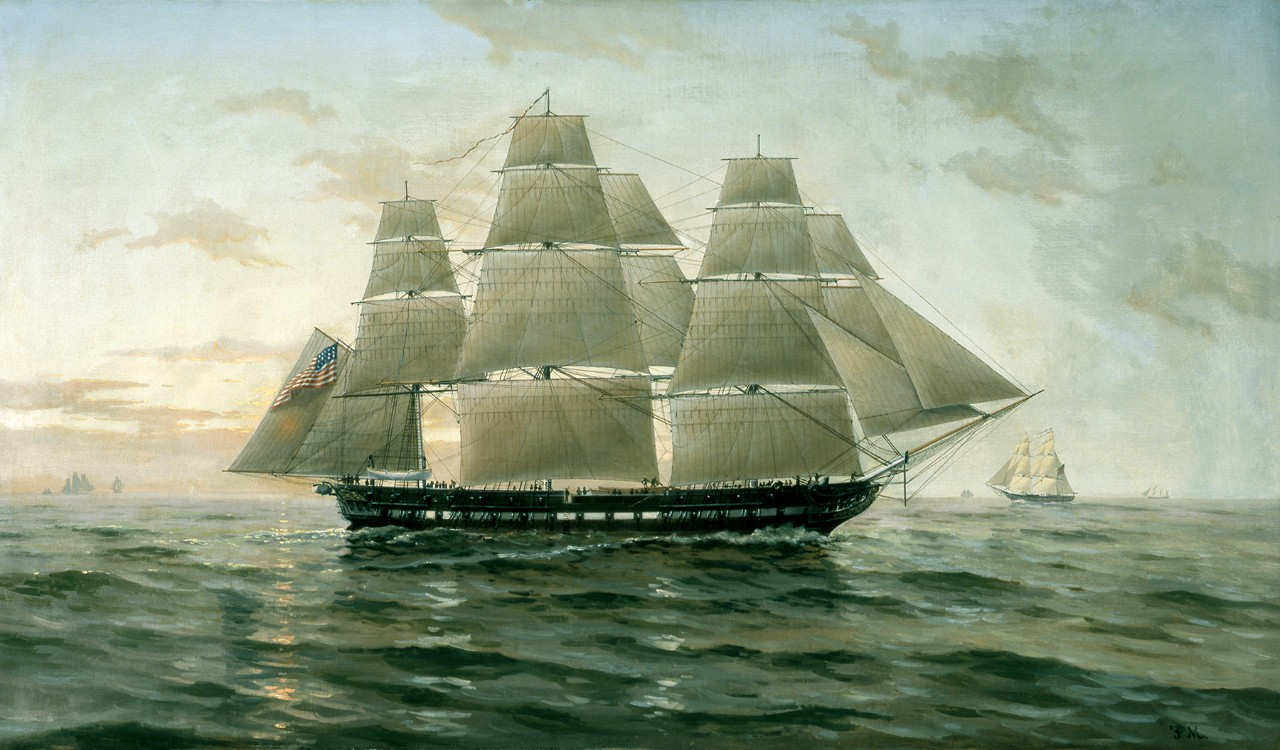
1799년의 체사피크 호, F. 뮐러 그림, 1900년경

1807년 봄, 나폴레옹 전쟁이 벌어지고 있는 동안, 많은 영국 전함이 북미 주둔지에서 정찰 활동을 벌이고 있었으며, 체사피크 만에서 두 척의 프랑스 3급 전함을 봉쇄하고 있었다. 많은 수병들이 영국 해군 함선에서 탈영을 했고, 미국 당국은 그들에게 피난처를 제공해 주었다. 이러한 탈영병들 중 런던 출신으로 젠킨 렛퍼드라는 이름을 가진 수병이 체사피크 호의 선원으로 입대를 했다. 랫퍼드는 버지니아주 노퍽의 거리에서 영국 장교들에게 소리를 지름으로써 그들의 눈에 띄게 되었다.
탈영병이라고 의심되는 사병은 당시 스테픈 데카터가 사령관으로 있는 고스포트 해군 기지로 보고가 되었다. 데카터는 영국 영사로부터 영국 전함 멜람퍼스 호로부터 탈영한 혐의가 의심되는 3명의 병사를 인수해 가라는 지시가 담겨있는 편지를 한 통 받았다. 그들은 당시 고스포트에서 체사피크 호의 승무원 신병으로 징병된 미국 해군에 싱클레의 중위의 도움으로 미국 해군에 입대를 했으며, 당시 체사피크 호는 지중해로 항해하기 위해서 워싱턴 해군 기지에 있었다.
부총독이었던 조지 버클리 경은 탈영병을 회수하기 위해 프리깃함에 승선과 수색을 허가한 명령서를 가지고 그의 4급 전함 헤오퍼드 호를 파견했다. 버클리는 레오파드 호의 선장에게 벨리슬호, 벨로나 호, 트라이엄프 호, 치체스터 호, 핼리팩스 호 그리고 커터 보트인 제노비아 호에서 탈영병을 찾으라고 명령했다.

## 습격과 수색
슬루베리 프라이스 험프리스가 함장으로 있는 레오파드 호가 체사피크 호와 마주쳐서, 미국 함선에 대한 기습 공격을 가했을 때 제임스 배런이 함장을 맡고 있는 체사피크 호는 버지니아주 노퍽에 있는 해안에 있었다. 배런은 무장을 하고 있지 않았고, 존 미드가 탑승하여 수색하는 것을 허용했다. 결론이 나지 않는 말다툼을 한 후에 장교는 레오퍼드 호로 돌아갔고, 험프리즈 선장은 교전 나팔을 불어, 미국 함선을 굴복시키라고 명령했다. 체사피크 호가 꾸물거리고 있을 때, 레오파드 호가 전방위 사격을 퍼부었다. 배의 갑판은 장기 항해를 대비한 물품들로 어질러져 있었고, 체사피크 호는 간신히 한 발의 대포만 대응사격을 할 수 있었다. 배런은 기를 내리고, 항복을 했다. 체사피크 승무원 중 3명이 사망하고, 배런을 포함하여 18명이 부상을 입었다. 그러나 험프리즈는 항복을 거부하고, 탈영병을 수색하기 위해 수색대를 보냈다.
수십 명의 영국 국적과 탈영병들이 체사피크 승무원들 사이에서 알려져 있었다. 레오파드 호는 정확하게 영국 해군 탈영병 4명을 나포했다. 멜람퍼스 호에 근무했던 대니얼 마틴, 존 스트래천, 윌리엄 웨어와 핼리팩스 호에 근무를 했던 젠킨 랫퍼드였다. 네 명 중에는 랫퍼드만이 영국 태생이었고, 나머지 세 명의 선원은 미국의 시민이었으며, 영국 전함에서 근무를 했던 2명은 흑인이었기 때문에 비영국계였다.
레오파드 호는 그 수병들을 군법재판에 회부하기 위해 핼리팩스로 이송했다.
영국 시민이었던 랫퍼드는 사형을 선고받고, 1807년 8월 31일 핼리팩스에서 교수형을 당했다. 나머지 3명의 미국인들은 각각 500대의 채찍형을 선고받았지만, 이후 그 선고가 감형되었다.
이 사건은 미국 정부로부터 항의의 폭풍을 유발시켰으며, 영국 정부는 결국 3명을 미국으로 돌려보내고, 손상된 체사피크 호의 수리 비용을 지불할 것을 제안했다.
1812년, 스쿠너 브림 호가 2명의 탈영병을 데리고 보스톤으로 귀환했다. 그리고 한 달 후 1812년 전쟁이 발발했다.

## 여파
이 사건은 미국 대중의 분노를 사게 했다. 토머스 제퍼슨 대통령은 다음과 같이 말했다.
| “ | 렉싱턴 전투 이후 이 나라가 지금과 같이 그러한 분노의 상태를 겪어본 적이 없었고, 이렇게 하나로 되어본 적도 없었다. | ” |

당시 외무부 장관이었던 제임스 먼로는 미국 국무부 장관 제임스 매디슨의 지시 하에 영국이 4명의 선원의 복귀시킨 그 행위를 부정하고, 버클리 총독의 소환 그리고 미국 수역에서 영국 함선의 퇴거를 요구했으며, 미합중국 국기를 달고 있는 배로부터 징병 철폐를 요구했다.
이 사건은 두 나라 사이의 긴장 관계를 고조시켰으며, 직접적인 원인은 되지 않았겠지만, 1812년 전쟁으로 이끈 사건 중 하나로 간주된다. 사실 많은 미국인들이 그 사건으로 인해 전쟁을 하자고 요구하고 있었지만, 제퍼슨 대통령은 처음에는 외교전과 원하는 결과를 얻지 못한 1807년 통상금지법과 같이 경제적 압박을 하고자 했다.

## 소설
체사피크 레오퍼드 호 사건과 뒤이은 1812년의 체사피크 새넌 교전은 오브리 매투린의 여섯 번째 소설 《더 포춘 오브 워》(The Fortune of War)에서 패트릭 오브라이언에 의해 잘 그려지고 있다.

## 전기
- Cooper, James Fenimore (1826). 《History of the navy of the United States of America》. Stringer & Townsend, New York. 508쪽. OCLC 197401914.
- Dickon, Chris (2008). 《The enduring journey of the USS Chesapeake: ...》. The Hickory Press, Charleston, SC. 157쪽. ISBN 978.1.59629.298.7 |isbn= 값 확인 필요: invalid character (도움말). Url[깨진 링크(과거 내용 찾기)]
- Guttridge, Leonard F (2005). 《Stephen Decatur American Naval Hero, 1779–1820》. Tom Doherty Associates, LLC, New York, NY, 2006. 304쪽. ISBN 978-0-7653-0702-6.
- James, William (1824). 《The Naval History of Great Britain, from the Declaration of War by France in 1793, to the Accession of George IV., Volume 4》. London: Baldwin, Chadock and Joy.
- Mackenzie, Alexander Slidell (2005). 《Life of Stephen Decatur: a commodore in the Navy of the United States》. C. C. Little and J. Brown, 1846.
- McMaster, John Bach (1914). 《A History of the People of the United States: 1803–1812》. D. Appleton and company, New York & London. Url
- Roosevelt, Theodore (1883). 《The naval war of 1812:》. G.P. Putnam's sons, New York. Url
- Tucker, Spencer; Reuter, Frank Theodore (1996). 《Injured honor: the Chesapeake-Leopard Affair, June 22, 1807》. Naval Institute Press. ISBN 1557508240. Url